# Senatori dello Utah
Lo Utah è entrato a far parte degli Stati Uniti d'America il 4 gennaio 1896. I Senatori del Nevada appartengono alle classi 1 e 3. Gli attuali senatori sono i repubblicani Mike Lee e Mitt Romney. Mitt Romney prima di essere senatore per lo stato dello Utah è stato governatore del Massachusetts.

## Elenco

### Classe 1
| N.      | Foto                                     | Senatore                                 | Partito                                  | Carica                                   | Carica                                   | Congresso | Mandato                                  | Storia elettorale                                  |
| N.      | Foto                                     | Senatore                                 | Partito                                  | Inizio                                   | Termine                                  | Congresso | Mandato                                  | Storia elettorale                                  |
| ------- | ---------------------------------------- | ---------------------------------------- | ---------------------------------------- | ---------------------------------------- | ---------------------------------------- | --------- | ---------------------------------------- | -------------------------------------------------- |
| Vacante | Vacante                                  | Vacante                                  | Vacante                                  | 4 gennaio 1896                           | 22 gennaio 1896                          | 54        | 1                                        | Elezione avvenuta dopo 18 giorni                   |
| 1       |                                          | Frank J. Cannon                          | Repubblicano                             | 22 gennaio 1896                          | 3 marzo 1899                             | 54        | 1                                        | Rieletto nel 1896                                  |
| 1       | Silver Republic                          | Frank J. Cannon                          | 55                                       | 22 gennaio 1896                          | 3 marzo 1899                             |           | 1                                        | Rieletto nel 1896                                  |
| Vacante | Vacante                                  | Vacante                                  | Vacante                                  | 4 marzo 1899                             | 23 gennaio 1901                          | 56        | 1/2                                      | Elezione non riuscita                              |
|         |                                          | Thomas Kearns                            | Repubblicano                             | 23 gennaio 1901                          | 4 marzo 1905                             | 56        | 1/2                                      | Eletto 1901 Ritiratosi                             |
| 2       |                                          | Thomas Kearns                            | Repubblicano                             | 23 gennaio 1901                          | 4 marzo 1905                             | 56        | 1/2                                      | Eletto 1901 Ritiratosi                             |
| 57      |                                          | Thomas Kearns                            | Repubblicano                             | 23 gennaio 1901                          | 4 marzo 1905                             |           | 1/2                                      | Eletto 1901 Ritiratosi                             |
| 58      |                                          | Thomas Kearns                            | Repubblicano                             | 23 gennaio 1901                          | 4 marzo 1905                             |           | 1/2                                      | Eletto 1901 Ritiratosi                             |
| 3       |                                          | George Sutherland                        | Repubblicano                             | 4 marzo 1905                             | 4 marzo 1917                             | 59        | 1                                        | Eletto nel 1905                                    |
| 3       | 60                                       | George Sutherland                        | Repubblicano                             | 4 marzo 1905                             | 4 marzo 1917                             |           | 1                                        | Eletto nel 1905                                    |
| 3       | 61                                       | George Sutherland                        | Repubblicano                             | 4 marzo 1905                             | 4 marzo 1917                             |           | 1                                        | Eletto nel 1905                                    |
| 3       | 62                                       | George Sutherland                        | Repubblicano                             | 4 marzo 1905                             | 4 marzo 1917                             | 2         | Rieletto nel 1911 Ha perso la rielezione |                                                    |
| 3       | 63                                       | George Sutherland                        | Repubblicano                             | 4 marzo 1905                             | 4 marzo 1917                             | 2         | Rieletto nel 1911 Ha perso la rielezione |                                                    |
| 3       | 64                                       | George Sutherland                        | Repubblicano                             | 4 marzo 1905                             | 4 marzo 1917                             | 2         | Rieletto nel 1911 Ha perso la rielezione |                                                    |
| 4       |                                          | William H. King                          | Democratico                              | 4 marzo 1917                             | 3 gennaio 1940                           | 65        | 1                                        | Eletto nel 1916                                    |
| 4       | 66                                       | William H. King                          | Democratico                              | 4 marzo 1917                             | 3 gennaio 1940                           |           | 1                                        | Eletto nel 1916                                    |
| 4       | 67                                       | William H. King                          | Democratico                              | 4 marzo 1917                             | 3 gennaio 1940                           |           | 1                                        | Eletto nel 1916                                    |
| 4       | 68                                       | William H. King                          | Democratico                              | 4 marzo 1917                             | 3 gennaio 1940                           | 2         | Rieletto nel 1922                        |                                                    |
| 4       | 69                                       | William H. King                          | Democratico                              | 4 marzo 1917                             | 3 gennaio 1940                           | 2         | Rieletto nel 1922                        |                                                    |
| 4       | 70                                       | William H. King                          | Democratico                              | 4 marzo 1917                             | 3 gennaio 1940                           | 2         | Rieletto nel 1922                        |                                                    |
| 4       | 71                                       | William H. King                          | Democratico                              | 4 marzo 1917                             | 3 gennaio 1940                           | 3         | Rieletto nel 1928                        |                                                    |
| 4       | 72                                       | William H. King                          | Democratico                              | 4 marzo 1917                             | 3 gennaio 1940                           | 3         | Rieletto nel 1928                        |                                                    |
| 4       | 73                                       | William H. King                          | Democratico                              | 4 marzo 1917                             | 3 gennaio 1940                           | 3         | Rieletto nel 1928                        |                                                    |
| 4       | 74                                       | William H. King                          | Democratico                              | 4 marzo 1917                             | 3 gennaio 1940                           | 4         | Rieletto nel 1934 Ha perso la rinomina   |                                                    |
| 4       | 75                                       | William H. King                          | Democratico                              | 4 marzo 1917                             | 3 gennaio 1940                           | 4         | Rieletto nel 1934 Ha perso la rinomina   |                                                    |
| 4       | 76                                       | William H. King                          | Democratico                              | 4 marzo 1917                             | 3 gennaio 1940                           | 4         | Rieletto nel 1934 Ha perso la rinomina   |                                                    |
| 5       |                                          | Abe Murdock                              | Democratico                              | 3 gennaio 1940                           | 3 gennaio 1947                           | 77        | 1                                        | Eletto nel 1940 Ha perso la rielezione             |
| 5       | 78                                       | Abe Murdock                              | Democratico                              | 3 gennaio 1940                           | 3 gennaio 1947                           |           | 1                                        | Eletto nel 1940 Ha perso la rielezione             |
| 5       | 79                                       | Abe Murdock                              | Democratico                              | 3 gennaio 1940                           | 3 gennaio 1947                           |           | 1                                        | Eletto nel 1940 Ha perso la rielezione             |
| 6       |                                          | Arthur V. Watkins                        | Repubblicano                             | 3 gennaio 1947                           | 3 gennaio 1953                           | 80        | 1                                        | Eletto nel 1946                                    |
| 6       | 81                                       | Arthur V. Watkins                        | Repubblicano                             | 3 gennaio 1947                           | 3 gennaio 1953                           |           | 1                                        | Eletto nel 1946                                    |
| 6       | 82                                       | Arthur V. Watkins                        | Repubblicano                             | 3 gennaio 1947                           | 3 gennaio 1953                           |           | 1                                        | Eletto nel 1946                                    |
| 6       | 83                                       | Arthur V. Watkins                        | Repubblicano                             | 3 gennaio 1947                           | 3 gennaio 1953                           | 2         | Rieletto nel 1952 Ha perso la rielezione |                                                    |
| 6       | 84                                       | Arthur V. Watkins                        | Repubblicano                             | 3 gennaio 1947                           | 3 gennaio 1953                           | 2         | Rieletto nel 1952 Ha perso la rielezione |                                                    |
| 6       | 85                                       | Arthur V. Watkins                        | Repubblicano                             | 3 gennaio 1947                           | 3 gennaio 1953                           | 2         | Rieletto nel 1952 Ha perso la rielezione |                                                    |
| 7       |                                          | Frank E. Moss                            | Democratico                              | 3 gennaio 1959                           | 3 gennaio 1977                           | 86        | 1                                        | Eletto nel 1958                                    |
| 7       | 87                                       | Frank E. Moss                            | Democratico                              | 3 gennaio 1959                           | 3 gennaio 1977                           |           | 1                                        | Eletto nel 1958                                    |
| 7       | 88                                       | Frank E. Moss                            | Democratico                              | 3 gennaio 1959                           | 3 gennaio 1977                           |           | 1                                        | Eletto nel 1958                                    |
| 7       | 89                                       | Frank E. Moss                            | Democratico                              | 3 gennaio 1959                           | 3 gennaio 1977                           | 2         | Rieletto nel 1964                        |                                                    |
| 7       | 90                                       | Frank E. Moss                            | Democratico                              | 3 gennaio 1959                           | 3 gennaio 1977                           | 2         | Rieletto nel 1964                        |                                                    |
| 7       | 91                                       | Frank E. Moss                            | Democratico                              | 3 gennaio 1959                           | 3 gennaio 1977                           | 2         | Rieletto nel 1964                        |                                                    |
| 7       | 92                                       | Frank E. Moss                            | Democratico                              | 3 gennaio 1959                           | 3 gennaio 1977                           | 3         | Rieletto nel 1970 Ha perso la rielezione |                                                    |
| 7       | 93                                       | Frank E. Moss                            | Democratico                              | 3 gennaio 1959                           | 3 gennaio 1977                           | 3         | Rieletto nel 1970 Ha perso la rielezione |                                                    |
| 7       | 94                                       | Frank E. Moss                            | Democratico                              | 3 gennaio 1959                           | 3 gennaio 1977                           | 3         | Rieletto nel 1970 Ha perso la rielezione |                                                    |
| 8       |                                          | Orrin Hatch                              | Repubblicano                             | 3 gennaio 1977                           | 3 gennaio 2019                           | 95        | 1                                        | Eletto nel 1976                                    |
| 8       | 96                                       | Orrin Hatch                              | Repubblicano                             | 3 gennaio 1977                           | 3 gennaio 2019                           |           | 1                                        | Eletto nel 1976                                    |
| 8       | 97                                       | Orrin Hatch                              | Repubblicano                             | 3 gennaio 1977                           | 3 gennaio 2019                           |           | 1                                        | Eletto nel 1976                                    |
| 8       | 98                                       | Orrin Hatch                              | Repubblicano                             | 3 gennaio 1977                           | 3 gennaio 2019                           | 2         | Rieletto nel 1982                        |                                                    |
| 8       | 99                                       | Orrin Hatch                              | Repubblicano                             | 3 gennaio 1977                           | 3 gennaio 2019                           | 2         | Rieletto nel 1982                        |                                                    |
| 8       | 100                                      | Orrin Hatch                              | Repubblicano                             | 3 gennaio 1977                           | 3 gennaio 2019                           | 2         | Rieletto nel 1982                        |                                                    |
| 8       | 101                                      | Orrin Hatch                              | Repubblicano                             | 3 gennaio 1977                           | 3 gennaio 2019                           | 3         | Rieletto nel 1988                        |                                                    |
| 8       | 102                                      | Orrin Hatch                              | Repubblicano                             | 3 gennaio 1977                           | 3 gennaio 2019                           | 3         | Rieletto nel 1988                        |                                                    |
| 8       | 103                                      | Orrin Hatch                              | Repubblicano                             | 3 gennaio 1977                           | 3 gennaio 2019                           | 3         | Rieletto nel 1988                        |                                                    |
| 8       | 104                                      | Orrin Hatch                              | Repubblicano                             | 3 gennaio 1977                           | 3 gennaio 2019                           | 4         | Rieletto nel 1994                        |                                                    |
| 8       | 105                                      | Orrin Hatch                              | Repubblicano                             | 3 gennaio 1977                           | 3 gennaio 2019                           | 4         | Rieletto nel 1994                        |                                                    |
| 8       | 106                                      | Orrin Hatch                              | Repubblicano                             | 3 gennaio 1977                           | 3 gennaio 2019                           | 4         | Rieletto nel 1994                        |                                                    |
| 8       | 107                                      | Orrin Hatch                              | Repubblicano                             | 3 gennaio 1977                           | 3 gennaio 2019                           | 5         | Rieletto nel 2000                        |                                                    |
| 8       | 108                                      | Orrin Hatch                              | Repubblicano                             | 3 gennaio 1977                           | 3 gennaio 2019                           | 5         | Rieletto nel 2000                        |                                                    |
| 8       | 109                                      | Orrin Hatch                              | Repubblicano                             | 3 gennaio 1977                           | 3 gennaio 2019                           | 5         | Rieletto nel 2000                        |                                                    |
| 8       | 110                                      | Orrin Hatch                              | Repubblicano                             | 3 gennaio 1977                           | 3 gennaio 2019                           | 6         | Rieletto nel 2006                        |                                                    |
| 8       | 111                                      | Orrin Hatch                              | Repubblicano                             | 3 gennaio 1977                           | 3 gennaio 2019                           | 6         | Rieletto nel 2006                        |                                                    |
| 8       | 112                                      | Orrin Hatch                              | Repubblicano                             | 3 gennaio 1977                           | 3 gennaio 2019                           | 6         | Rieletto nel 2006                        |                                                    |
| 8       | 113                                      | Orrin Hatch                              | Repubblicano                             | 3 gennaio 1977                           | 3 gennaio 2019                           | 7         | Rieletto nel 2012 Ritiratosi             |                                                    |
| 8       | 114                                      | Orrin Hatch                              | Repubblicano                             | 3 gennaio 1977                           | 3 gennaio 2019                           | 7         | Rieletto nel 2012 Ritiratosi             |                                                    |
| 8       | 115                                      | Orrin Hatch                              | Repubblicano                             | 3 gennaio 1977                           | 3 gennaio 2019                           | 7         | Rieletto nel 2012 Ritiratosi             |                                                    |
| 9       |                                          | Mitt Romney                              | Repubblicano                             | 3 gennaio 2019                           | in corso                                 | 116       | 1                                        | Eletto nel 2018 Si ritirerà al termine del mandato |
| 9       | 117                                      | Mitt Romney                              | Repubblicano                             | 3 gennaio 2019                           | in corso                                 |           | 1                                        | Eletto nel 2018 Si ritirerà al termine del mandato |
| 9       | 118                                      | Mitt Romney                              | Repubblicano                             | 3 gennaio 2019                           | in corso                                 |           | 1                                        | Eletto nel 2018 Si ritirerà al termine del mandato |
|         | Da determinarsi con le elezioni del 2024 | Da determinarsi con le elezioni del 2024 | Da determinarsi con le elezioni del 2024 | Da determinarsi con le elezioni del 2024 | Da determinarsi con le elezioni del 2024 | 119       |                                          |                                                    |
| 120     | Da determinarsi con le elezioni del 2024 | Da determinarsi con le elezioni del 2024 | Da determinarsi con le elezioni del 2024 | Da determinarsi con le elezioni del 2024 | Da determinarsi con le elezioni del 2024 |           |                                          |                                                    |
| 121     | Da determinarsi con le elezioni del 2024 | Da determinarsi con le elezioni del 2024 | Da determinarsi con le elezioni del 2024 | Da determinarsi con le elezioni del 2024 | Da determinarsi con le elezioni del 2024 |           |                                          |                                                    |

### Classe 3
| N.      | Foto    | Senatore           | Partito      | Carica           | Carica           | Congresso | Mandato                                                                          | Storia elettorale                      |
| N.      | Foto    | Senatore           | Partito      | Inizio           | Termine          | Congresso | Mandato                                                                          | Storia elettorale                      |
| ------- | ------- | ------------------ | ------------ | ---------------- | ---------------- | --------- | -------------------------------------------------------------------------------- | -------------------------------------- |
| Vacante | Vacante | Vacante            | Vacante      | 4 gennaio 1896   | 22 gennaio 1896  | 54        | 1/2                                                                              | Elezione avvenuta dopo 18 giorni       |
| 1       |         | Arthur Brown       | Repubblicano | 22 gennaio 1896  | 3 marzo 1897     | 54        | 1/2                                                                              | Eletto nel 1896 Ritiratosi             |
| 2       |         | Joseph L. Rawlins  | Democratico  | 4 marzo 1897     | 3 marzo 1903     | 55        | 1                                                                                | Eletto nel 1897 Ha perso la rielezione |
| 2       | 56      | Joseph L. Rawlins  | Democratico  | 4 marzo 1897     | 3 marzo 1903     |           | 1                                                                                | Eletto nel 1897 Ha perso la rielezione |
| 2       | 57      | Joseph L. Rawlins  | Democratico  | 4 marzo 1897     | 3 marzo 1903     |           | 1                                                                                | Eletto nel 1897 Ha perso la rielezione |
| 3       |         | Reed Smoot         | Repubblicano | 4 marzo 1903     | 3 marzo 1933     | 58        | 1                                                                                | Eletto nel 1902                        |
| 3       | 59      | Reed Smoot         | Repubblicano | 4 marzo 1903     | 3 marzo 1933     |           | 1                                                                                | Eletto nel 1902                        |
| 3       | 60      | Reed Smoot         | Repubblicano | 4 marzo 1903     | 3 marzo 1933     |           | 1                                                                                | Eletto nel 1902                        |
| 3       | 61      | Reed Smoot         | Repubblicano | 4 marzo 1903     | 3 marzo 1933     | 2         | Rieletto nel 1908                                                                |                                        |
| 3       | 62      | Reed Smoot         | Repubblicano | 4 marzo 1903     | 3 marzo 1933     | 2         | Rieletto nel 1908                                                                |                                        |
| 3       | 63      | Reed Smoot         | Repubblicano | 4 marzo 1903     | 3 marzo 1933     | 2         | Rieletto nel 1908                                                                |                                        |
| 3       | 64      | Reed Smoot         | Repubblicano | 4 marzo 1903     | 3 marzo 1933     | 3         | Rieletto nel 1914                                                                |                                        |
| 3       | 65      | Reed Smoot         | Repubblicano | 4 marzo 1903     | 3 marzo 1933     | 3         | Rieletto nel 1914                                                                |                                        |
| 3       | 66      | Reed Smoot         | Repubblicano | 4 marzo 1903     | 3 marzo 1933     | 3         | Rieletto nel 1914                                                                |                                        |
| 3       | 67      | Reed Smoot         | Repubblicano | 4 marzo 1903     | 3 marzo 1933     | 4         | Rieletto nel 1920                                                                |                                        |
| 3       | 68      | Reed Smoot         | Repubblicano | 4 marzo 1903     | 3 marzo 1933     | 4         | Rieletto nel 1920                                                                |                                        |
| 3       | 69      | Reed Smoot         | Repubblicano | 4 marzo 1903     | 3 marzo 1933     | 4         | Rieletto nel 1920                                                                |                                        |
| 3       | 70      | Reed Smoot         | Repubblicano | 4 marzo 1903     | 3 marzo 1933     | 5         | Rieletto nel 1926 Ha perso la rielezione                                         |                                        |
| 3       | 71      | Reed Smoot         | Repubblicano | 4 marzo 1903     | 3 marzo 1933     | 5         | Rieletto nel 1926 Ha perso la rielezione                                         |                                        |
| 3       | 72      | Reed Smoot         | Repubblicano | 4 marzo 1903     | 3 marzo 1933     | 5         | Rieletto nel 1926 Ha perso la rielezione                                         |                                        |
| 4       |         | Elbert D Thomas    | Democratico  | 4 marzo 1933     | 3 gennaio 1951   | 73        | 1                                                                                | Eletto nel 1932                        |
| 4       | 74      | Elbert D Thomas    | Democratico  | 4 marzo 1933     | 3 gennaio 1951   |           | 1                                                                                | Eletto nel 1932                        |
| 4       | 75      | Elbert D Thomas    | Democratico  | 4 marzo 1933     | 3 gennaio 1951   |           | 1                                                                                | Eletto nel 1932                        |
| 4       | 76      | Elbert D Thomas    | Democratico  | 4 marzo 1933     | 3 gennaio 1951   | 2         | Rieletto nel 1938                                                                |                                        |
| 4       | 77      | Elbert D Thomas    | Democratico  | 4 marzo 1933     | 3 gennaio 1951   | 2         | Rieletto nel 1938                                                                |                                        |
| 4       | 78      | Elbert D Thomas    | Democratico  | 4 marzo 1933     | 3 gennaio 1951   | 2         | Rieletto nel 1938                                                                |                                        |
| 4       | 79      | Elbert D Thomas    | Democratico  | 4 marzo 1933     | 3 gennaio 1951   | 3         | Rieletto nel 1944 Ha perso la rielezione                                         |                                        |
| 4       | 80      | Elbert D Thomas    | Democratico  | 4 marzo 1933     | 3 gennaio 1951   | 3         | Rieletto nel 1944 Ha perso la rielezione                                         |                                        |
| 4       | 81      | Elbert D Thomas    | Democratico  | 4 marzo 1933     | 3 gennaio 1951   | 3         | Rieletto nel 1944 Ha perso la rielezione                                         |                                        |
| 5       |         | Wallace F. Bennett | Repubblicano | 3 gennaio 1951   | 20 dicembre 1968 | 82        | 1                                                                                | Eletto nel 1950                        |
| 5       | 83      | Wallace F. Bennett | Repubblicano | 3 gennaio 1951   | 20 dicembre 1968 |           | 1                                                                                | Eletto nel 1950                        |
| 5       | 84      | Wallace F. Bennett | Repubblicano | 3 gennaio 1951   | 20 dicembre 1968 |           | 1                                                                                | Eletto nel 1950                        |
| 5       | 85      | Wallace F. Bennett | Repubblicano | 3 gennaio 1951   | 20 dicembre 1968 | 2         | Rieletto nel 1956                                                                |                                        |
| 5       | 86      | Wallace F. Bennett | Repubblicano | 3 gennaio 1951   | 20 dicembre 1968 | 2         | Rieletto nel 1956                                                                |                                        |
| 5       | 87      | Wallace F. Bennett | Repubblicano | 3 gennaio 1951   | 20 dicembre 1968 | 2         | Rieletto nel 1956                                                                |                                        |
| 5       | 88      | Wallace F. Bennett | Repubblicano | 3 gennaio 1951   | 20 dicembre 1968 | 3         | Rieletto nel 1962                                                                |                                        |
| 5       | 89      | Wallace F. Bennett | Repubblicano | 3 gennaio 1951   | 20 dicembre 1968 | 3         | Rieletto nel 1962                                                                |                                        |
| 5       | 90      | Wallace F. Bennett | Repubblicano | 3 gennaio 1951   | 20 dicembre 1968 | 3         | Rieletto nel 1962                                                                |                                        |
| 5       | 91      | Wallace F. Bennett | Repubblicano | 3 gennaio 1951   | 20 dicembre 1968 | 4         | Rieletto nel 1968 Dimessosi per dare al successore una preferenza nell'anzianità |                                        |
| 5       | 92      | Wallace F. Bennett | Repubblicano | 3 gennaio 1951   | 20 dicembre 1968 | 4         | Rieletto nel 1968 Dimessosi per dare al successore una preferenza nell'anzianità |                                        |
| 5       | 93      | Wallace F. Bennett | Repubblicano | 3 gennaio 1951   | 20 dicembre 1968 | 4         | Rieletto nel 1968 Dimessosi per dare al successore una preferenza nell'anzianità |                                        |
| 6       |         | Jake Garn          | Repubblicano | 21 dicembre 1974 | 3 gennaio 1993   | 4         | Nominato avendo già vinto le elezioni                                            |                                        |
| 6       | 94      | Jake Garn          | Repubblicano | 21 dicembre 1974 | 3 gennaio 1993   | 1         | Eletto nel 1974                                                                  |                                        |
| 6       | 95      | Jake Garn          | Repubblicano | 21 dicembre 1974 | 3 gennaio 1993   | 1         | Eletto nel 1974                                                                  |                                        |
| 6       | 96      | Jake Garn          | Repubblicano | 21 dicembre 1974 | 3 gennaio 1993   | 1         | Eletto nel 1974                                                                  |                                        |
| 6       | 97      | Jake Garn          | Repubblicano | 21 dicembre 1974 | 3 gennaio 1993   | 2         | Rieletto nel 1980                                                                |                                        |
| 6       | 98      | Jake Garn          | Repubblicano | 21 dicembre 1974 | 3 gennaio 1993   | 2         | Rieletto nel 1980                                                                |                                        |
| 6       | 99      | Jake Garn          | Repubblicano | 21 dicembre 1974 | 3 gennaio 1993   | 2         | Rieletto nel 1980                                                                |                                        |
| 6       | 100     | Jake Garn          | Repubblicano | 21 dicembre 1974 | 3 gennaio 1993   | 3         | Rieletto nel 1986 Ritiratosi                                                     |                                        |
| 6       | 101     | Jake Garn          | Repubblicano | 21 dicembre 1974 | 3 gennaio 1993   | 3         | Rieletto nel 1986 Ritiratosi                                                     |                                        |
| 6       | 102     | Jake Garn          | Repubblicano | 21 dicembre 1974 | 3 gennaio 1993   | 3         | Rieletto nel 1986 Ritiratosi                                                     |                                        |
| 7       |         | Bob Bennett        | Repubblicano | 3 gennaio 1974   | 3 gennaio 2011   | 103       | 1                                                                                | Eletto nel 1992                        |
| 7       | 104     | Bob Bennett        | Repubblicano | 3 gennaio 1974   | 3 gennaio 2011   |           | 1                                                                                | Eletto nel 1992                        |
| 7       | 105     | Bob Bennett        | Repubblicano | 3 gennaio 1974   | 3 gennaio 2011   |           | 1                                                                                | Eletto nel 1992                        |
| 7       | 106     | Bob Bennett        | Repubblicano | 3 gennaio 1974   | 3 gennaio 2011   | 2         | Rieletto nel 1998                                                                |                                        |
| 7       | 107     | Bob Bennett        | Repubblicano | 3 gennaio 1974   | 3 gennaio 2011   | 2         | Rieletto nel 1998                                                                |                                        |
| 7       | 108     | Bob Bennett        | Repubblicano | 3 gennaio 1974   | 3 gennaio 2011   | 2         | Rieletto nel 1998                                                                |                                        |
| 7       | 109     | Bob Bennett        | Repubblicano | 3 gennaio 1974   | 3 gennaio 2011   | 3         | Rieletto nel 2004 Ha perso la rinomina                                           |                                        |
| 7       | 110     | Bob Bennett        | Repubblicano | 3 gennaio 1974   | 3 gennaio 2011   | 3         | Rieletto nel 2004 Ha perso la rinomina                                           |                                        |
| 7       | 111     | Bob Bennett        | Repubblicano | 3 gennaio 1974   | 3 gennaio 2011   | 3         | Rieletto nel 2004 Ha perso la rinomina                                           |                                        |
| 8       |         | Mike Lee           | Repubblicano | 3 gennaio 2011   | in carica        | 112       | 1                                                                                | Eletto nel 2010                        |
| 8       | 113     | Mike Lee           | Repubblicano | 3 gennaio 2011   | in carica        |           | 1                                                                                | Eletto nel 2010                        |
| 8       | 114     | Mike Lee           | Repubblicano | 3 gennaio 2011   | in carica        |           | 1                                                                                | Eletto nel 2010                        |
| 8       | 115     | Mike Lee           | Repubblicano | 3 gennaio 2011   | in carica        | 2         | Rieletto nel 2016                                                                |                                        |
| 8       | 116     | Mike Lee           | Repubblicano | 3 gennaio 2011   | in carica        | 2         | Rieletto nel 2016                                                                |                                        |
| 8       | 117     | Mike Lee           | Repubblicano | 3 gennaio 2011   | in carica        | 2         | Rieletto nel 2016                                                                |                                        |
| 8       | 118     | Mike Lee           | Repubblicano | 3 gennaio 2011   | in carica        | 3         | Rieletto nel 2022                                                                |                                        |
| 8       | 119     | Mike Lee           | Repubblicano | 3 gennaio 2011   | in carica        | 3         | Rieletto nel 2022                                                                |                                        |
| 8       | 120     | Mike Lee           | Repubblicano | 3 gennaio 2011   | in carica        | 3         | Rieletto nel 2022                                                                |                                        |
|         |         |                    |              |                  |                  | 121       |                                                                                  |                                        |
| 122     |         |                    |              |                  |                  |           |                                                                                  |                                        |
| 123     |         |                    |              |                  |                  |           |                                                                                  |                                        |